# Borowo (przystanek kolejowy)
Borowo – nieczynny kolejowy przystanek osobowy we wsi Borowo, w województwie wielkopolskim, w Polsce. Znajduje się tu 1 peron.